# 2e méridien ouest
Pour les articles homonymes, voir 2e méridien.
En géographie, le 2e méridien ouest est le méridien joignant les points de la surface de la Terre dont la longitude est égale à 2° ouest.

## Géographie

### Dimensions
Comme tous les autres méridiens, la longueur du 2e méridien correspond à une demi-circonférence terrestre, soit 20 003,932 km. Au niveau de l'équateur, il est distant du méridien de Greenwich de 223 km,.
Avec le 178e méridien est, il forme un grand cercle passant par les pôles géographiques terrestres.

### Régions traversées
En commençant par le pôle Nord et descendant vers le sud au pôle Sud, Le 2d méridien ouest passe à travers:
| Coordonnées         | Pays, Territoire ou mer | Notes |  |
| ------------------- | ----------------------- | --- |  |
| 90° 00′ N, 2° 00′ O | Océan Arctique          | |  |
| 81° 45′ N, 2° 00′ O | Océan Atlantique        | Passe juste à l'est de l'île de Foula, Écosse, Royaume-Uni (à 60° 08′ N, 2° 03′ O)                                                               |  |
| 59° 33′ N, 2° 00′ O | Mer du Nord             | |  |
| 57° 41′ N, 2° 00′ O | Royaume-Uni             | Ecosse |  |
| 57° 18′ N, 2° 00′ O | Mer du Nord             | Passe juste à l'est d'Aberdeen, Écosse, Royaume-Uni (à 25° 08′ N, 2° 05′ O)                                                                      |  |
| 55° 46′ N, 2° 00′ O | Royaume-Uni             | Angleterre — passe par Berwick-upon-Tweed (à 55° 46′ N, 2° 00′ O) et Birmingham ouest (à 52° 40′ N, 2° 00′ O)                                    |  |
| 50° 36′ N, 2° 00′ O | Manche                  | Passe juste à l'ouest de la Péninsule du Cotentin, France (à 49° 42′ N, 1° 57′ O) Passe juste à l'est de l'île de Jersey (à 49° 12′ N, 2° 01′ O) |  |
| 48° 40′ N, 2° 00′ O | France                  | Passe par Saint-Malo, Bretagne (à 48° 38′ N, 2° 00′ O)                                                                                           |  |
| 46° 44′ N, 2° 00′ O | Océan Atlantique        | Golfe de Gascogne |  |
| 43° 19′ N, 2° 00′ O | Espagne                 | Passe juste à l'ouest de Saint-Sébastien (à 43° 19′ N, 1° 59′ O)                                                                                 |  |
| 36° 51′ N, 2° 00′ O | Mer Méditerranée        | Mer d'Alboran |  |
| 35° 05′ N, 2° 00′ O | Algérie                 | |  |
| 34° 56′ N, 2° 00′ O | Maroc                   | |  |
| 32° 09′ N, 2° 00′ O | Algérie                 | |  |
| 23° 12′ N, 2° 00′ O | Mali                    | |  |
| 14° 35′ N, 2° 00′ O | Burkina Faso            | |  |
| 10° 59′ N, 2° 00′ O | Ghana                   | |  |
| 4° 45′ N, 2° 00′ O  | Océan Atlantique        | |  |
| 60° 00′ S, 2° 00′ O | Océan Austral           | |  |
| 69° 53′ S, 2° 00′ O | Antarctique             | Terre de la Reine-Maud, revendiquée par la Norvège                                                                                               |  |